# Triethyl orthoformat
Triethyl orthoformat là một hợp chất hữu cơ có công thức hóa học HC(OC2H5)3 hoặc C7H16O3, khối lượng phân tử 148,20224 g/mol, nhiệt độ sôi 143 °C, nhiệt độ nóng chảy −76 °C và khối lượng riêng 891 kg/m³.

## Điều chế
Triethyl orthoformat có thể được điều chế từ phản ứng của natri ethoxit và chloroform:
CHCl3 + 3 Na + 3 EtOH → HC(OEt)3 + 3/2 H2 + 3 NaCl

## Tính chất
Triethyl orthoformat là một este tồn tại dưới dạng chất lỏng trong suốt dễ bay hơi, không màu với mùi hăng, mật độ ít dày dặc hơn nước. Dạng hơi của nó nặng hơn không khí, rất dễ cháy, hơi tan trong nước. Nó phản ứng với acid để giải phóng nhiệt cùng với rượu và acid. Các acid oxy hóa mạnh có thể gây ra một phản ứng đủ mạnh để tỏa nhiệt từ các sản phẩm có trong phản ứng. Nhiệt cũng được tạo ra bởi sự tương tác của este với các dung dịch kiềm. Hydro dễ cháy được tạo ra bằng cách trộn este với kim loại kiềm và hydride.
Nó được phân loại là một orthoeste của acid formic.

## Ứng dụng
Triethyl orthoformat được sử dụng trong việc tổng hợp aldehyde của Bodroux-Chichibabin, ví dụ:
RMgBr + HC(OC2H5)3 → RC(H)(OC2H5)2 + MgBr(OC2H5)
RC(H)(OC2H5)2 + H2O → RCHO + 2 C2H5OH
Trong hóa học, nó được sử dụng để chuyển đổi phức hợp kim loại thành các phức hợp ethanol tương ứng:
[Ni(H2O)6](BF4)2 + 6 HC(OC2H5)3 → [Ni(C2H5OH)6](BF4)2 + 6 HC(O)(OC2H5) + 6 HOC2H5

## An toàn
Triethyl orthoformat có thể gây độc nếu hít phải hoặc hấp thu qua da. Hít phải hay tiếp xúc với chất có thể gây kích ứng mắt hoặc cháy da. Hơi của nó rất dễ cháy bằng lửa, tia lửa hay ngọn lửa. Hơi có thể tạo thành hỗn hợp nổ với không khí. Hơi có thể đi đến nguồn đánh lửa và gây hỏa hoạn. Hầu hết phần bay hơi nặng hơn không khí, chúng sẽ lan dọc theo mặt đất và gây cháy ở các khu vực thấp hoặc hạn chế (cống rãnh, tầng hầm, bể chứa). Khi hơi nổ rất nguy hiểm, đặc biệt là trong nhà, ngoài trời hoặc trong hệ thống cống rãnh. Thùng chứa triethyl orthoformat có thể phát nổ khi bị đun nóng.